# 앤디 번즈
앤드류 데이비드 번즈(Andrew David Burns, 1990년 8월 7일 ~ )는 미국의 야구 선수이자, 메이저 리그 LA 다저스의 내야수, 투수이다.

## 미국 프로야구 시절
2016년에 토론토 블루제이스에 입단하였다.

## 한국 프로야구 시절

### 롯데 자이언츠시절
2017년부터 저스틴 맥스웰을 대체할 타자로 영입되었다.
전형적인 수비형 용병 타자로 영입되었다. 수비는 메이저급이었지만 타격은 항상 부족했다. 2017시즌 초반에 유독 정타를 맞추지 못하는 모습을 보였다. 그러나 후반기에 팀이 급격한 상승세를 탔고 그의 타격감도 상승했다.

## 미국 프로야구 복귀
2019년에 토론토 블루제이스와 마이너 계약을 하며 팀에 복귀하였다.

## 논란
- 타석에서 자주 고의로 공에 맞으려는 행동을 취하는 등 비신사적인 행동으로 논란이 됐다.